# جون ويليام ستروت ريليه
جون ويليام ريليه (بالإنجليزية: John William Strutt, 3rd Baron Rayleigh) ثالث نبلاء عائلة ريليه، ولد في الثاني عشر من نوفمبر 1842، وتوفى في الثلاثين من يونيه 1919، وكان أحد العلماء الإنجليز في الفيزياء. اكتشف هو والعالم (ويليم رامزى) عنصر الأرجون، وكان ذلك الإنجاز دافعا لمنحه جائزة نوبل في الفيزياء عام 1904. واكتشف أيضا الظاهرة التي تعرف الآن بــ (تبعثر ريليه)، والتي تشرح لماذا السماء لونها ازرق، وتنبأ بوجود الموجات السطحية والتي تعرف حاليا بــ (موجات ريليه). كتاب ريليه (نظرية الصوت)، لا زال حتى الآن مرجعا لبعض مهندسي الصوت.
ووضع أيضًا معيارًا يعرف ب (معيار ريليه)

## السيرة الذاتية
ولد (جون وليلم ريليه) في بستان لانجفورد،إسيكس.
و كان في بداية عمره يعانى من ضعف الجسمان والهشاشة والصحة الفقيرة. وكان يذهب إلى مدرسة (هارو)، وبدأ دراسة الرياضيات عام 1861 في كلية ترينتي، جامعة كامبريدج.
في عام 1865، حصل على البكالوريوس، وحصل على درجة (سينيور رانجلر) وهي درجة يحصل عليها الطالب الأول في التقدير، وحصل على أول جائزة له (جائزة سميث).
و تم اختيار بعد ذلك لزمالة كلية ترينتى، وكان قد شغل ذلك المنصب حتى عام 1871 حين تزوج من (إيفيلن بلفور) ابنة (جيمز ميتلاند بلفور). وفي عام 1873 كان له ثلاثة أبناء منها، وعندما توفى أبوه (جون ريليه) ثاني نبلاء عائلة ريليه، أصبح (جون ويليم ريليه) هو الوريث لــلقب نبيل عائلة ريليه.
و كان (جون ويليم ريليه) ثاني الأساتذة الجامعيين (بعد جيمس كلارك ماكسويل) الذين يحصلون على لقب (كافنديش) – وهي درجة من درجات الــ (سينيور) في الفيزياء بجامعة كامبريدج –
و شغل ذلك المنصب منذ 1879 حتى 1884. في البداية قام بشرح الارتفاع الديناميكي بواسطة طيور البحر في عام 1883، وكان ذلك في الجريدة الإنجليزية (ناتشر). وبداية من عام 1887 وحتى عام 1905، كان (جون ويليم ريليه) أستاذ الفلسفة الطبيعية في كامبريدج.
و في حوالى عام 1900 قام اللورد (ريليه) بتطوير نظرية الازدواجية في الصوت البشري باستخدام السمع بكلتا الاذنين جنباً إلى جنب مع إشارات التردد المختلفة حيث يستطيع الإنسان أو الحيوان تحديد اتجاه مصدر الصوت، بالإضافة إلى تأجيل زمن السمع الداخلي وفرق مستوى الصوت الخارجي (مع الاخذ في الاعتبار ان الرأس كروية دون وجود أي تركيب خارجي فيها).
البشر يدركون أماكن مصادر الصوت، عن طريق التأخير في زمن الصوت واختلاف المستوي الصوتي بين الاذنين، بطريقة مشابهة يقوم بها مجسم البصر (استريوسكوب) بتوفير نظرة متعمقة.
و تفترض النظرية استخدام اشارتين أساسيتين في مستوى افقي وذلك بالنسبة للوضعية ثلاثية
الابعاد، على الرغم من أخذ انعكاسات التركيب كــإشارة أساسية للاتجاه العمودي.
مثلا، عندما تسمع صوت زمج الماء، تستطيع أن تحدد بقوة اتجاه ذلك الصوت في المحاور س، ص، وع.
في الثاني عشر من يونيه 1873، تم اختيار اللورد (ريليه) لزمالة الجمعية الملكية، وعمل كرئيس للجمعية الملكية منذ عام 1905 وحتى 1908. ومن وقت لاخر يشترك اللورد (ريليه) من بيت الكبار (هاوس اوف لوردز)، ومع ذلك كان يتحدث فقط إذا انخرطت السياسة في مجال العلوم.
و توفى اللورد (ريليه) في الثلاثين من يونيه 1919 في وايتهام، إسيكس.
و هو نجح كــ (اللورد الرابع لعائلة ريليه) عن طريق ابنه (روبيرت جون ريليه) عالم الفيزياء المشهور.

## الجوائز التي حصل عليها
1. جائزة سميث (عام 1864)
2. ميدالية رويال (عام 1882)
3. ميدالية ماتيوسي (عام 1894)
4. عضوا في الملكية السويدية للعلوم الأكاديمية (عام 1897)
5. وسام كوبلاي (عام 1899)
6. وسام الاستحقاق (عام 1902)
7. جائزة نوبل في الفيزياء (عام 1904)
8. وسام إليوت كريسون (سنة 1913)
9. ميدالية رامفورد (عام 1914 & عام 1920)

## أنظر أيضاً
- عدم استقرار بلاتو–رايلي

## روابط خارجية
- جون ويليام ستروت على موقع الموسوعة البريطانية (الإنجليزية)
- جون ويليام ستروت على موقع إن إن دي بي (الإنجليزية)